# Ihor Semenyna
Ihor Bohdanowycz Semenyna, ukr. Ігор Богданович Семенина (ur. 1 stycznia 1989 w Tarnopolu) – ukraiński piłkarz, grający na pozycji pomocnika lub napastnika.

## Kariera piłkarska

### Kariera klubowa
Wychowanek Szkoły Sportowej w Tarnopolu. Pierwszy trener - Bohdan Buczynski i Andrij Jabłonski. Karierę piłkarską rozpoczął 17 kwietnia 2007 w składzie Nywy Tarnopol. W marcu 2010 podpisał kontrakt z klubem Feniks-Illiczoweć Kalinine, ale już w lipcu przeniósł się do Naftowyk-Ukrnafty Ochtyrka. W 2011 bronił barw FK Lwów i Enerhetyka Bursztyn. Na początku 2012 dołączył do MFK Mikołajów. Podczas przerwy zimowej sezonu 2012/13 przeszedł do Olimpika Donieck. Na początku grudnia 2015 za obopólna zgodą kontrakt został anulowany, a już 28 grudnia podpisał kontrakt z klubem Czerkaśkyj Dnipro Czerkasy.

## Sukcesy i odznaczenia

### Sukcesy klubowe
- mistrz Pierwszej ligi Ukrainy: 2014
- mistrz Drugiej ligi Ukrainy: 2009